# 361530 Victorfranzhess
361530 Victorfranzhess è un asteroide della fascia principale. Scoperto nel 2007, presenta un'orbita caratterizzata da un semiasse maggiore pari a 3,1060016 UA e da un'eccentricità di 0,2180151, inclinata di 12,73986° rispetto all'eclittica.